# Eleccions municipals de València de 2015
Les eleccions municipals de València de 2015 van ser les X eleccions del període democràtic, se celebraren del 24 de maig de 2015. Els votants van triar els 33 regidors que compondrien el ple de la Consell Municipal de València.
Amb una participació del 72,11%, les eleccions van ser guanyades pel Partit Popular amb el 25,71% dels vots i 10 escons enfront del 23,28% dels vots i 9 escons de la Coalició Compromís. A més, altres tres candidatures van obtindre representació en la cambra municipal, entrant per primera vegada Ciutadans i València en Comú amb 6 y 3 escons respectivament. Pel que fa a Esquerra Unida del País Valencià, que en aquesta ocasió es presentava sota la marca Acord Ciutadà juntament amb Esquerra Republicana del País Valencià i altres partits menors, amb un 4,71% dels vots va quedar fora de l'Ajuntament de València.

## Situació prèvia al consistori
El PPCV va guanyar les eleccions de maig de 2011 amb majoria absoluta, així, la seua candidata, Rita Barberà i Nolla, fou investida com a Alcaldessa de València a la sessió del ple municipal de l'11 de juny de 2011 amb 20 vots a favor (del Grup Municipal Popular) i 13 vots en contra (dels regidors socialistes, de compromís i d'Esquerra Unida). Rita Barberà va prendre possessió del càrrec el mateix dia, per sisena vegada des del 1991.
Durant la IX legislatura (2011-2015), l'Alcaldessa es va vore involucrada en nombrosos casos de corrupció, com el pagament de despeses de luxe a nom de l'Ajuntament. La Coalició Compromís va publicar les factures en una web anomenada Ritaleaks, fent el cas prou famós. Posteriorment, també s'ha investigat el presunt ús de fons públics per al finançament del Partit Popular. També es va fer prou popular l'expressió del "caloret", dita per l'alcaldessa durant el discurs de la Cridà.

## Sistema electoral
El Consell Municipal de València és l'organisme de primer ordre de govern del municipi de València i està compost per l'Alcalde, el govern municipal i la resta de regidors electes. Les eleccions municipals es realitzen per sufragi universal, que permet votar a tots els ciutadans de més de 18 anys, empadronats al municipi de València i que tenen l'absolut manteniment dels seus drets civils i polítics.
Els regidors són triats per la Regla D'Hondt en llistes electorals tancades i per representació proporcional amb una tanca electoral del 5 percent dels vots, inclosos les paperetes en blanc. Els partits que no aconseguisquen el 5 percent dels vots no obtindran representació a la cambra municipal. L'Alcalde es triat pels regidors electes. Segons la llei electoral, si no hi haguera una majoria clara per investir l'alcalde, s'investiria el candidat de la candidatura més votada.
La llei electoral preveu que els partits, coalicions, federacions i agrupacions d'electors puguen presentar llistes amb els seus candidats. Les Agrupacions d'Electors hauran de presentar les signatures d'un 0,1 percent dels electors empadronats al municipi durant els mesos previs a les eleccions. Els electors poden firmar en més d'una de les llistes de cada candidatura. Actualment, els partits i coalicions que volen presentar-se a les eleccions ho han de comunicar a les autoritats competents (Junta Electoral) en un termini de 10 dies des de l'anunci de convocatòria d'eleccions.

## Candidatures
| Candidatura | Candidatura         | Cap de llista         | Programa | Lema                   |
| ----------- | ------------------- | --------------------- | -------- | ---------------------- |
|             | Partit Popular (PP) | Rita Barberà i Nolla  |          | "Rita Alcaldesa"       |
|             | PSPV-PSOE           | Joan Calabuig Rull    |          | "Calabuig alcalde"     |
|             | Compromís           | Joan Ribó i Canut     |          | "#Amb Valentia"        |
|             | Acord Ciutadà (AC)  | Amadeu Sanchis Labiós |          | "És temps d'esquerres" |

## Resultats

### Generals
|              |                                                  |         |       |        |     |
| Partit       | Partit                                           | Vots    | %     | Escons | +/– |
|              | Partit Popular de la Comunitat Valenciana        | 107.435 | 25,77 | 10     | -10 |
|              | Coalició Compromís                               | 97.114  | 23,30 | 9      | +6  |
|              | Ciutadans                                        | 64.228  | 15,41 | 6      | Nou |
|              | Partit Socialista del País Valencià-PSOE         | 58.338  | 14    | 5      | –3  |
|              | València en Comú                                 | 40.927  | 9,82  | 3      | Nou |
|              | Acord Ciutadà                                    | 19.639  | 4,71  | 0      | -2  |
|              | Unió, Progrés i Democràcia                       | 5.757   | 1,38  | 0      | 0   |
|              | Partit Animalista Contra el Maltractament Animal | 4.518   | 1,08  | 0      | 0   |
|              | Vox                                              | 3.353   | 0,80  | 0      | Nou |
|              | Som Valencians                                   | 2.976   | 0,71  | 0      | Nou |
|              | Poble Democràtic                                 | 2.877   | 0,69  | 0      | Nou |
|              | Espanya 2000                                     | 1.391   | 0,33  | 0      | 0   |
|              | Escons en Blanc                                  | 773     | 0,19  | 0      | Nou |
|              | Junts                                            | 646     | 0,15  | 0      | 0   |
|              | Avant                                            | 542     | 0,13  | 0      | Nou |
|              | Units per València                               | 511     | 0,12  | 0      | 0   |
|              | Partit Comunista dels Pobles d'Espanya           | 446     | 0,11  | 0      | 0   |
|              | Neodemòcrates                                    | 307     | 0,07  | 0      | Nou |
|              | Moviment Social Republicà                        | 270     | 0,06  | 0      | Nou |
|              | Partit Llibertari                                | 228     | 0,05  | 0      | Nou |
| Total        | Total                                            | 416.844 | 100   | 33     | 0   |
|              |                                                  |         |       |        |     |
| Vots vàlids  | Vots vàlids                                      | 416.844 | 99,18 |        |     |
| Vots nuls    | Vots nuls                                        | 3.463   | 0,82  |        |     |
| Participació | Participació                                     | 420.307 | 72,12 |        |     |
| Cens         | Cens                                             | 582.804 |       |        |     |
| Font:        |                                                  |         |       |        |     |

### Per districte
| PP               | Compromís | C's    | PSPV-PSOE | ValC   | AC (EUPV) | Altres |     |
| Ciutat Vella     | 4.633     | 3.276  | 2.438     | 1.419  | 1.084     | 647    | ... |
| L'Eixample       | 9.017     | 4.474  | 4.791     | 1.858  | 1.664     | 928    | ... |
| Extramurs        | 8.727     | 5.669  | 4.742     | 2.463  | 1.865     | 1.151  | ... |
| Campanar         | 4.842     | 4.860  | 3.642     | 2.580  | 1.827     | 841    | ... |
| La Saïdia        | 6.435     | 5.762  | 3.167     | 3.560  | 2.440     | 1.232  | ... |
| El Pla del Real  | 6.754     | 2.521  | 4.400     | 1.386  | 858       | 433    | ... |
| L'Olivereta      | 6.067     | 5.298  | 3.033     | 4.117  | 2.731     | 1.185  | ... |
| Patraix          | 7.308     | 8.275  | 4.834     | 4.435  | 3.376     | 1.552  | ... |
| Jesús            | 5.946     | 6.931  | 3.544     | 4.634  | 2.918     | 1.277  | ... |
| Quatre Carreres  | 9.282     | 8.301  | 5.443     | 5.216  | 3.477     | 1.765  | ... |
| Poblats Marítims | 5.856     | 7.252  | 3.274     | 4.513  | 3.118     | 1.749  | ... |
| Camins al Grau   | 7.255     | 7.230  | 5.084     | 4.771  | 3.266     | 1.325  | ... |
| Algirós          | 5.093     | 5.529  | 3.111     | 2.996  | 2.262     | 1.090  | ... |
| Benimaclet       | 3.841     | 4.209  | 2.335     | 2.101  | 1.763     | 1.000  | ... |
| Rascanya         | 5.093     | 5.522  | 3.595     | 4.438  | 3.182     | 1.245  | ... |
| Benicalap        | 4.255     | 5.267  | 3.184     | 4.136  | 2.858     | 1.106  | ... |
| Pobles del Nord  | 1.111     | 1.022  | 561       | 446    | 216       | 155    | ... |
| Pobles de l'Oest | 1.370     | 1.558  | 939       | 1.480  | 823       | 368    | ... |
| Pobles del Sud   | 3.078     | 3.002  | 1.282     | 1.432  | 692       | 375    | ... |
| Total            | 105.963   | 95.958 | 63.399    | 57.981 | 40.420    | 19.424 | ... |

## Votació de l'Alcalde
| Resultat de la votació d'investidura de l'Alcalde de València Majoria absoluta: 17/33 |                                                        |                              |    |   |   |   |   |         |
| Candidat                                                                              | Data                                                   | Vot                          |    |   |   |   |   | Total   |
| Joan Ribó i Canut (Compromís)                                                         | 13 de juny de 2015 Majoria requerida: Absoluta (17/33) | 1                            |    | 9 |   | 5 | 3 | 17 / 33 |
| Joan Ribó i Canut (Compromís)                                                         | 13 de juny de 2015 Majoria requerida: Absoluta (17/33) | No                           | 10 |   | 6 |   |   | 16 / 33 |
| Joan Ribó i Canut (Compromís)                                                         | 13 de juny de 2015 Majoria requerida: Absoluta (17/33) | Font: Ajuntament de València |    |   |   |   |   |         |

Els regidors Alfonso Novo i Belenguer (PPCV) i Fernando Giner Grima (C's) també van presentar la seua candidatura per a alcaldables rebent cadascú 10 i 6 vots, respectivament.